# Marcel van Dam

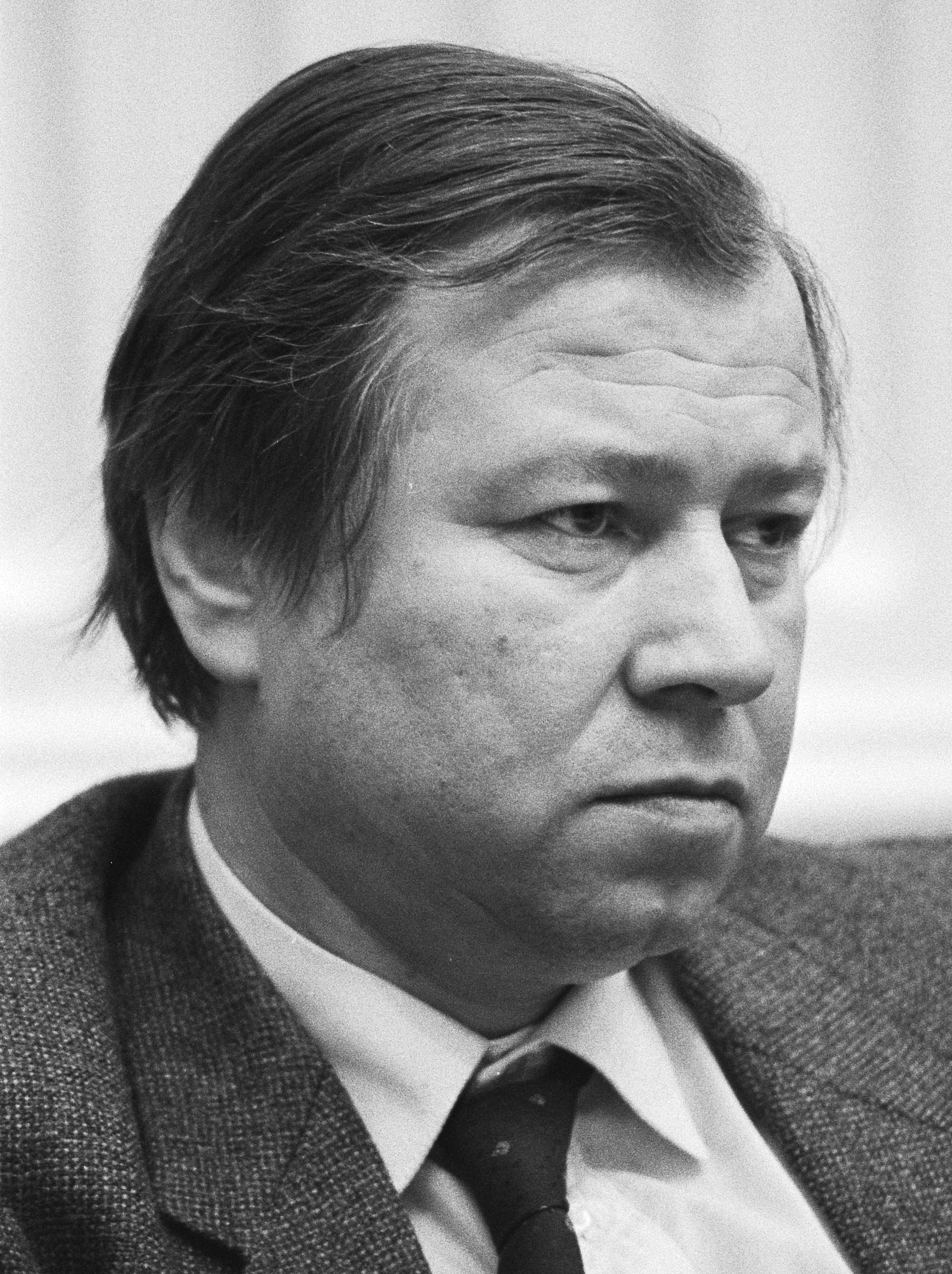
Marcel van Dam (1982)

Marcel Parcival Arthur van Dam (* 30. Januar 1938 in Utrecht, Provinz Utrecht) ist ein niederländischer Soziologe und Politiker der  Partij van de Arbeid (PvdA), der das Instrument der Wahltagsbefragung erstmals bei den Wahlen zur Zweiten Kammer 1967 einsetzte. 
Er war unter anderem zwischen 1973 und 1977 im Kabinett Den Uyl Staatssekretär im Ministerium Wohnungswesen und Raumordnung sowie von 1977 bis 1981 erstmals Mitglied der Zweiten Kammer der Generalstaaten. Er förderte als Staatssekretär den Bau von Wohnungen für Jugendliche und Singles mit den sogenannten Van Dam-Einheiten (Van Dameenheden). Er widersetzte sich daraufhin der Mietpolitik seines Nachfolgers Gerrit Brokx und der Wohnungspolitik von Minister Pieter Beelaerts van Blokland energisch. 
Im zweiten Kabinett Van Agt fungierte er zwischen 1981 und 1982 selbst als Minister für Wohnungswesen und Raumordnung sowie war daraufhin von 1982 bis 1986 wieder Mitglied der Zweiten Kammer der Generalstaaten. In dieser Zeit war er stellvertretender Vorsitzender der Enquete-Kommission zur Rijn-Schelde-Verolme Machinefabrieken en Scheepswerven (RSV), dem größten niederländischen Schiffbauunternehmen, dessen Verluste in Milliarden Gulden schließlich zum Zusammenbruch führten, der einen aufsehenerregenden Untersuchungsausschuss nach sich zog. 
Nach seinem Ausscheiden aus der Politik wurde er Vorstandsvorsitzender der öffentlich-rechtlichen Rundfunkgesellschaft VARA (Vereeniging van Arbeiders Radio Amateurs). Er war ferner als Moderator auch Debattierer, sophistischer Fragesteller in der Sendung De achterkant van het gelijk sowie kritischer Kolumnist der Tageszeitung de Volkskrant, der sich zunehmend von der PvdA distanzierte und schließlich im November 2006 mit ihr brach.

## Leben

### Soziologe, Wahlforscher und Staatssekretär

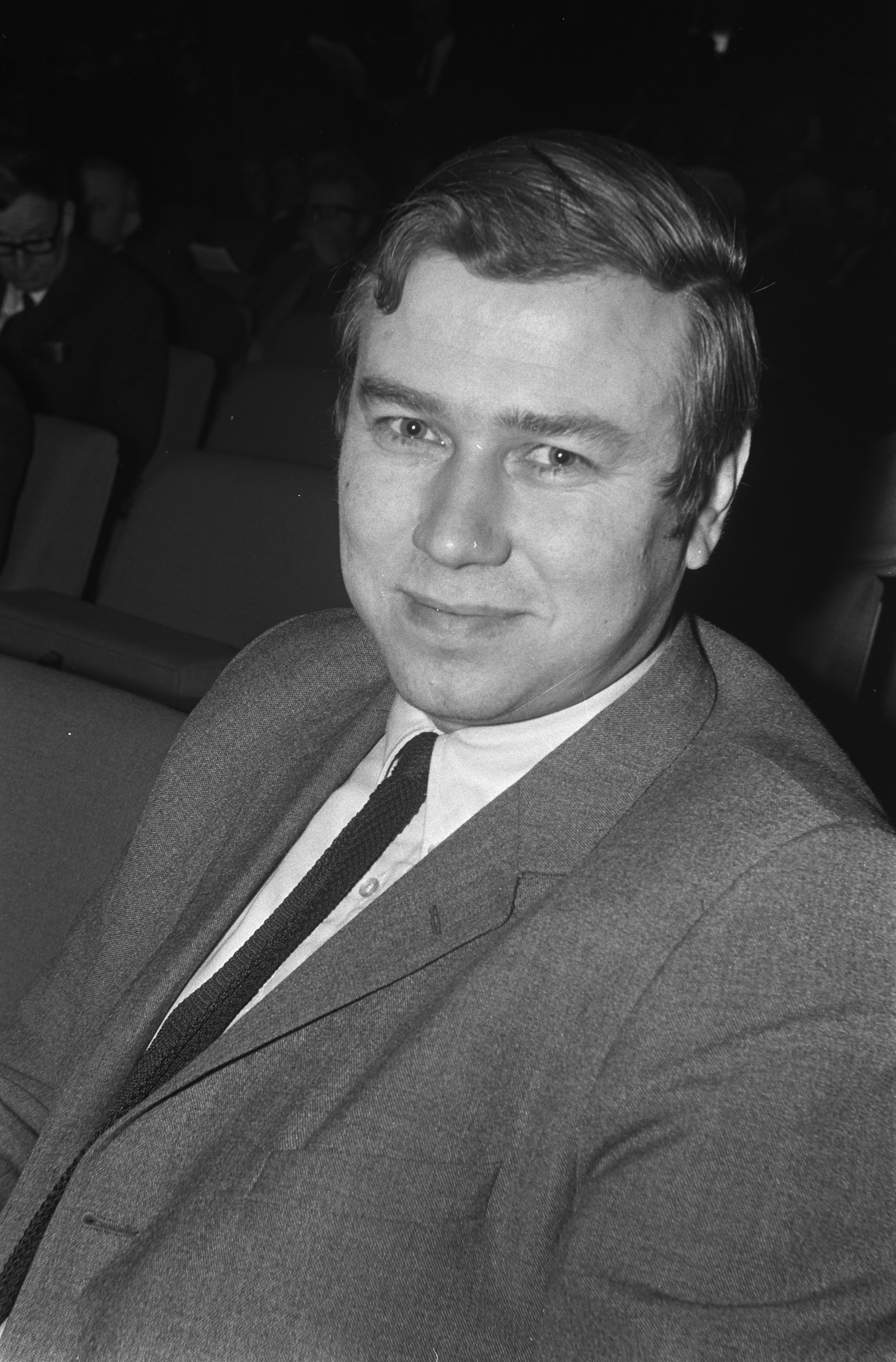
Van Dam auf dem PvdA-Parteitag am 7. März 1969.

Marcel Parcival Arthur van Dam, Sohn des Polizisten Jos van Dam, wurde 1956 Mitglied der Katholieke Volkspartij (KVP) und begann 1957 ein Studium der Rechtswissenschaften und Soziologie an der Universität Utrecht. 1966 trat er aus der KVP aus und wurde Mitglied der Partij van de Arbeid (PvdA), in der er sich den Gruppe der Neuen Linken (Nieuw Links) anschloss. Er war in dieser Zeit Gründer eines Studentencafés, in das auch Künstler kommen konnten. Er schloss sein Studium 1966 mit der Arbeit Kijk op de kiezer (‚Schau dir den Wähler‘) und setzte das Instrument der Wahltagsbefragung erstmals bei den Wahlen zur Zweiten Kammer 1967 ein.
Am 11. Mai 1973 übernahm van Dam im Kabinett Den Uyl das Amt als Staatssekretär im Ministerium für Wohnungswesen und Raumordnung (Staatssecretaris van Volkshuisvesting en Ruimtelijke Ordening) und war als solcher bis zum 8. September 1977 zuständig für die Planung und Integration von Wohnungen für Menschen mit besonderen Wohnbedürfnissen, wie ältere Menschen und ausländische Arbeitnehmer, die Gewährleistung des Schutzes und der Kontrolle von Mietern und Wohnungskäufern im Rahmen der geltenden und zu gestaltenden gesetzlichen Regelungen sowie die Koordinierung der Forschung im Bereich des öffentlichen Wohnungsbaus und der Bauwirtschaft.
1975 erfolgte eine Änderung des Wohnungsgesetzes (Woningwet) und des Übergangsplanungsgesetzes (Overgangswet Ruimtelijke Ordening), da die Vorschriften über Wohnungsbaugesellschaften bislang den Eindruck vermittelten, dass Institutionen keinen Gewinn erzielen dürfen. Die Konzerne müssen diesen Gewinn nunmehr im Interesse des öffentlichen Wohnungsbaus verwenden. Das Gesetz schaffte die Verpflichtung zur Rückzahlung von Beihilfebeträgen nach dem Wohnungsbaugesetz ab, was auf die finanzielle Unabhängigkeit der Wohnungsbaugesellschaften abzielte. Es wurde auch angegeben, dass sie möglicherweise einen Teil des positiven Saldos in einen zu gründenden Zentralfonds für öffentlichen Wohnungsbau (Centraal Fonds voor de Volkshuisvesting) einzahlen müssen. Der Gesetzentwurf wurde 1971 vom damaligen Minister für Wohnungswesen und Raumordnung Wim Schut vorgelegt. Ebenfalls 1975 wurde das Wohnungsmietenentwicklungsgesetz (Wet huurprijsontwikkeling woonruimte) eingeführt, das eine Meldepflicht für Mieterhöhungen sowie die Befugnis zur Festsetzung eines Höchstbetrags der Mieterhöhung einführte.
1976 lehnte die Zweite Kammer eine Änderung des jährlichen Mieterhöhungsgesetzes (Wet jaarlijkse huurverhoging) ab, die er befürwortete. Die Mieterhöhung sollte vom 1. April auf den 1. Juli 1977 verschoben werden, um die Einführung eines neuen Mietsystems zu ermöglichen. Nur PvdA, Politieke Partij Radikalen (PPR) und Pacifistisch Socialistische Partij (PSP) unterstützten den Gesetzentwurf.

### Mitglied der Zweiten Kammer und Minister für Wohnungswesen und Raumordnung

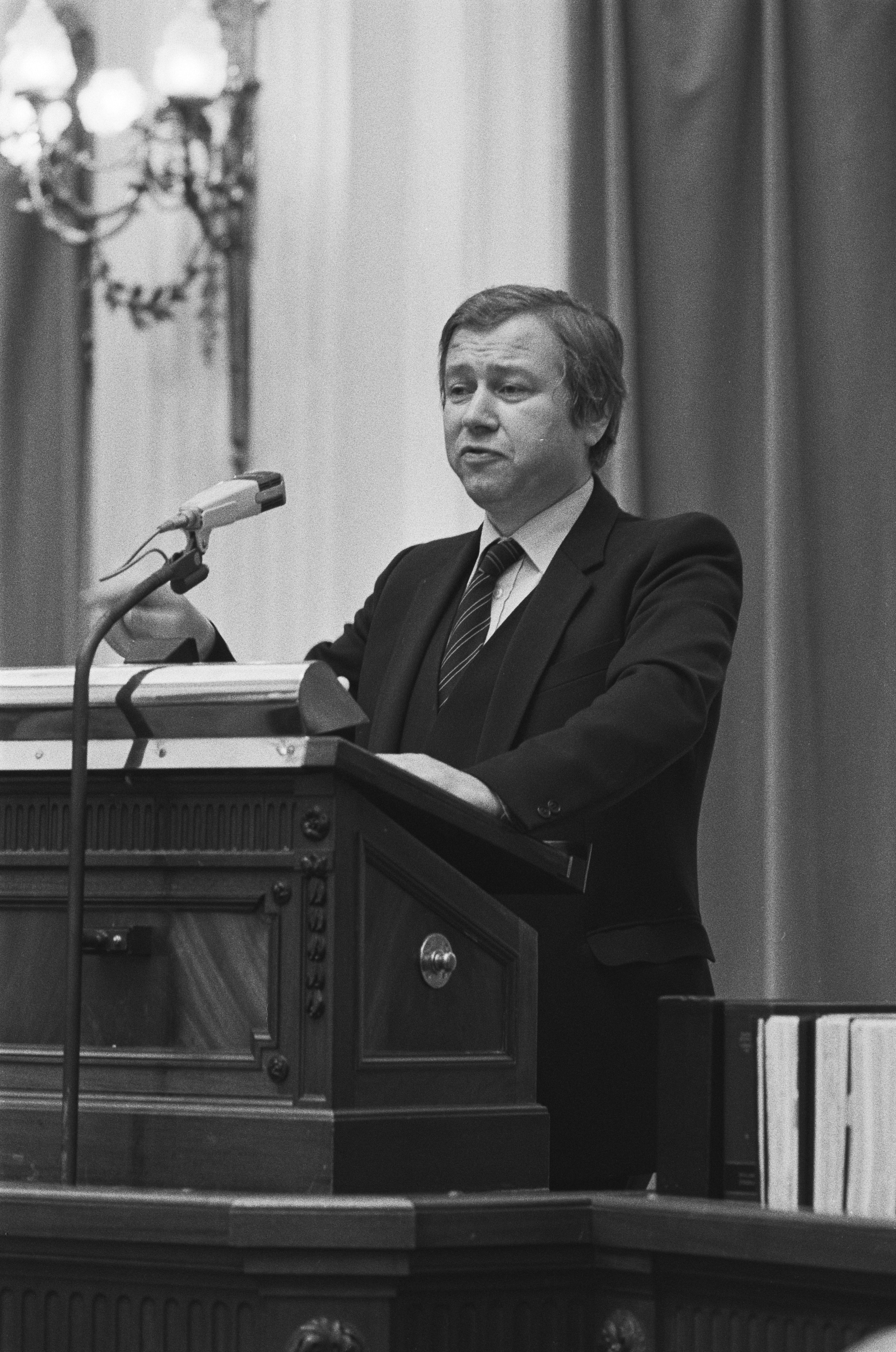
Marcel van Dam bei einer Rede in der Zweiten Kammer der Generalstaaten (17. September 1980).

Am 8. Juni 1977 wurde Marcel van Dam für die PvdA erstmals Mitglied der Zweiten Kammer der Generalstaaten (Tweede Kamer der Staten-Generaal), des Unterhauses des Parlaments (Generalstaaten), und gehörte dieser bis zum 11. September 1981 an. Er widersetzte sich der Mietpolitik seines Nachfolgers Gerrit Brokx und der Wohnungspolitik von Minister Pieter Beelaerts van Blokland energisch. Als Minister Beelaerts van Blokland im Februar 1979 seine Rede während der Haushaltsdebatte in Eile las, unterbrach van Dam ihn mit der Bemerkung: „Kann der Minister ‚das Band‘ verlangsamen?“ (‚Kan de Minister “het bandje” wat langzamer afdraaien?‘). Am 13. Februar 1980 kritisierte Staatssekretär Brokx die Finanzierung eines Teils des Wohnungsbauprogramms 1980 wegen der fehlenden Einigung zwischen der Regierung und institutionellen Investoren und am 19. Juni 1980 stellte Brokx auch die Änderung der Tabelle für das individuelle Wohngeld in Frage. In einem Interview mit Tageszeitung De Tijd über die politische Debatte 1980 sagte er: „Es gibt 999 Tricks und ich kenne sie alle“ (‚Er zijn 999 trucs en ik ken ze allemaa‘).
Im zweiten Kabinett Van Agt übernahm Marcel van Dam am 11. September 1981 selbst das Amt als Minister für Wohnungswesen und Raumordnung (Minister van Volkshuisvesting en Ruimtelijke Ordening) und bekleidete dieses bis zum 29. Mai 1982. Als Minister für Wohnungsbau kürzte er 1982 das individuelle Wohngeld und erhöhte die Grundbuchgebühren, um zusätzliches Geld für die Stadterneuerung vor allem in den vier Großstädten Amsterdam, Rotterdam, Den Haag und Utrecht freizusetzen.
Am 16. September 1982 wurde er abermals Mitglied der Zweiten Kammer der Generalstaaten, der er nunmehr bis zum 22. Januar 1986 angehörte. In dieser Zeit war vom 24. März 1983 bis zum 1. Januar 1986 erster stellvertretender Vorsitzender der Enquete-Kommission zur Rijn-Schelde-Verolme Machinefabrieken en Scheepswerven (RSV), das größte niederländische Schiffbauunternehmen, dessen Verluste in Milliarden Gulden schließlich zum Zusammenbruch führten, der einen aufsehenerregenden Untersuchungsausschuss nach sich zog. Als erster stellvertretender Vorsitzender des RSV-Untersuchungsausschusses spielte er eine wichtige Rolle bei den Vernehmungen. Am 19. Dezember 1984 verweigerte ihm der Vorsitzende der Zweiten Kammer Dick Dolman das Wort, als er in einer Erklärung über die Schlussfolgerungen des RSV-Untersuchungsausschusses gegenüber Wirtschaftsminister Gijs van Aardenne ständig polemisierte.

### VARA-Vorsitzender, Fernsehmoderator und Kolumnist

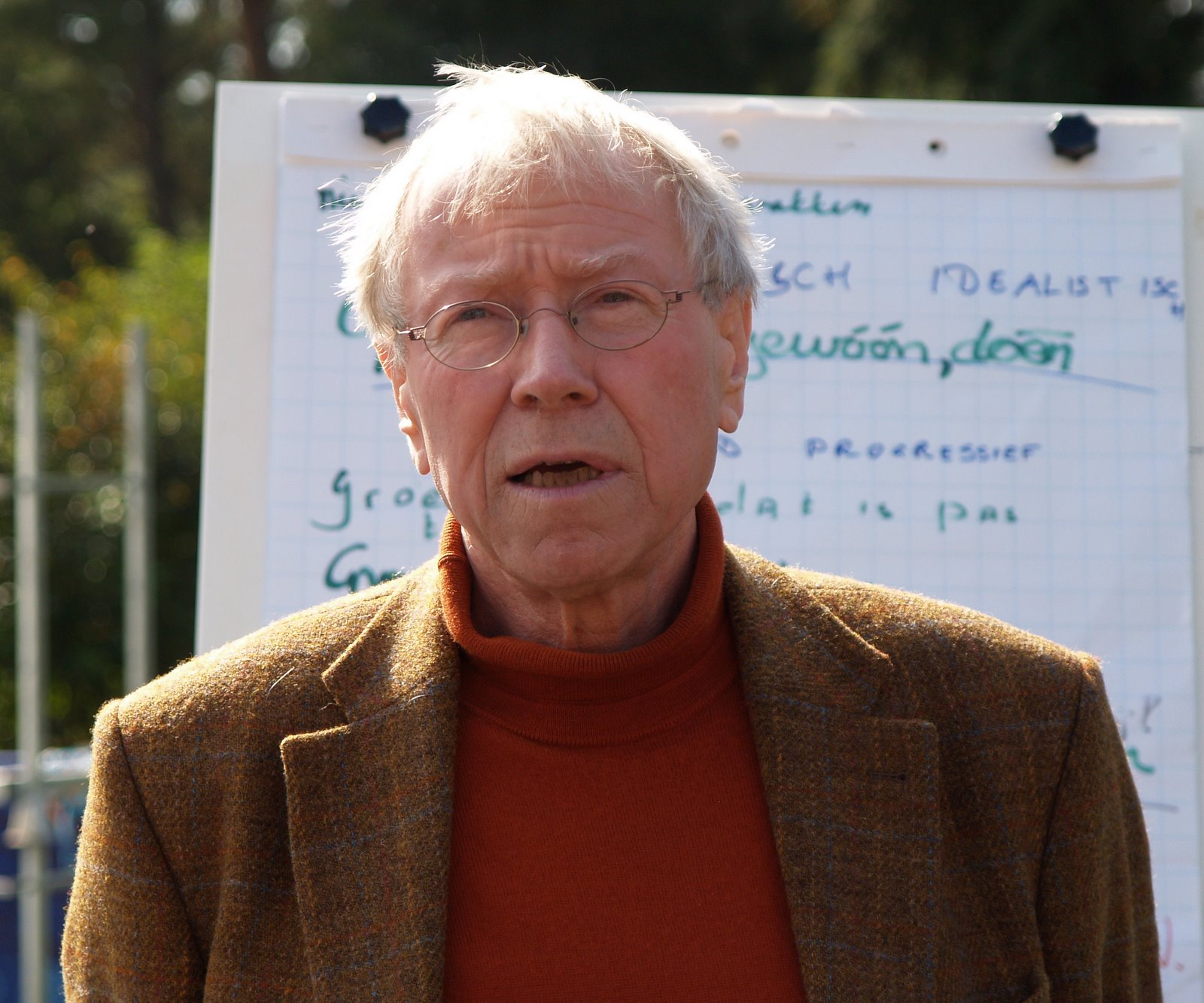
Marcel van Dam (2007)

Kurz vor seinem Ausscheiden aus dem Parlament wurde van Dam am 10. Januar 1986 als Nachfolger von Albert van den Heuvel Vorstandsvorsitzender der öffentlich-rechtliche Rundfunkgesellschaft VARA (Vereeniging van Arbeiders Radio Amateurs) und behielt diese Funktion fast zehn Jahre lang bis zu seiner Ablösung durch Vera Keur im November 1995. In dieser Zeit entwickelte er die Idee für die Sendung Drie vrouwen mit Dieuwertje Blok, Ati Dijckmeester und Marjolijn Uitzinger. Im Anschluss war er zwischen 1996 und 2005 als Moderator für die VARA-Fernsehprogramm tätig, wo er Debattierer und sophistischer Fragesteller in Diskussionssendungen wie De achterkant van het gelijk und Het Lagerhuis war.
Der Film Der sechste Mai (2004, Originaltitel „06/05“) enthält einige dokumentarische Aufnahmen wie zum Beispiel eine Szene aus einer hitzigen Talkshow, in der Marcel van Dam den ermordeten Politiker Pim Fortuyn noch zu Lebzeiten als einen „außergewöhnlich minderwertigen Menschen“ („een buitengewoon minderwaardig mens“) beschimpft hatte. Diese Wiederaufführung wollte van Dam angesichts der brutalen Ermordungen Fortuyns und des Regisseurs Theo van Gogh verhindern und klagte gegen die geplante Kino-Aufführung. Daraufhin wurde der Film zunächst von dem Internet-Dienstleister Tiscali gegen Gebühr ins Internet gestellt. Ein Gericht gab den Film dann schließlich in der Ausgabe letzter Hand frei, das heißt, der Zuschauer bekommt die letzte komplette Rohfassung des Films zu sehen, wobei er einige Längen und harte Schnitte in Kauf nehmen muss. 
Er war zwischen Februar und Mai 2000 Mitglied des Beratungsausschusses zur Reform der Großstadtverwaltung Rotterdam. Daneben war er auch kritischer Kolumnist der Tageszeitung de Volkskrant, der sich zunehmend von der PvdA distanzierte. Im Wahlkampf 2006 in seinen Kolumnen ging er hart gegen PvdA-Parteivorsitzenden Wouter Bos und seine aus seiner Sicht verwerflichen Pläne vor, in die staatliche Rente einzugreifen. Er brach mit der PvdA und trat schließlich im November 2006 nach vierzigjähriger Mitgliedschaft aus der Partei aus. 
Seine Frau ist Goldschmiedin und war Kunstlehrerin, während sein im Januar 1963 verstorbener Schwiegervater Chefredakteur der Tageszeitung De Tijd und für die KVP Mitglied des Gemeinderates von Hilversum war.

## Veröffentlichungen
- Kijk op de kiezer, 1967
- De ombudsman, 1972, ISBN 902-9-51288-1
- De opmars der dingen, 1994, ISBN 905-0-18234-8
- De vele gezichten van de waarheid, 1998, ISBN 905-0-18391-3
- Het lange afscheid. Columns, 2007, ISBN 978-9-029-08056-9
- Niemands land. Biografie van een ideaal, 2009, ISBN 978-9-023-44208-0